# Карасаз (Алматинская область)
Карасаз (каз. Қарасаз) — село в Райымбекском районе Алматинской области Казахстана. Административный центр Карасазского сельского округа. Находится примерно в 52 км к востоку от села Кеген, административного центра района. Код КАТО — 195851100.

## Население
В 1999 году население села составляло 2685 человек (1354 мужчины и 1331 женщина). По данным переписи 2009 года, в селе проживало 2250 человек (1138 мужчин и 1112 женщин).

## Экономика
С 1962 по 1997 годы в селе базировался овцеводческий совхоз имени Энгельса. Позднее на его основе в сёлах Карасаз и Тузкол были созданы малые крестьянские хозяйства.

## Образование
Средняя школа-гимназия имени Албан Асан Барманбекулы.

## Известные уроженцы
- Макатаев, Мукагали (1931—1976) — казахский советский поэт и писатель.

## Топографические карты
- Лист карты K-44-28 Карасаз. Масштаб: 1 : 100 000. Состояние местности на 1986 год. Издание 1991 г.